# مارفين ديوب
مارفين ديوب (بالفرنسية: Marvin Diop)‏ (8 أغسطس 1992 بدرانسي في فرنسا - ) هو لاعب كرة قدم فرنسي في مركز الهجوم. لعب مع نادي أجاكسيو.

## روابط خارجية
- مارفين ديوب على موقع قاعدة بيانات كرة القدم.إي يو (الإنجليزية)
- مارفين ديوب على موقع ليكيب (الفرنسية)
- مارفين ديوب على موقع Soccerway.com (الإنجليزية)